# Volker Koop
Volker Koop (* 1945 in Pfaffenhofen an der Ilm, Oberbayern; † 2022) war ein deutscher Publizist, Sachbuchautor und Journalist.

## Leben
Der Journalist mit Stationen bei Printmedien, Hörfunk und Fernsehen in Nienburg/Weser, Osnabrück, Kiel, Hamburg und Bonn war ab 1972 unter anderem als Sprecher des schleswig-holsteinischen Ministerpräsidenten Gerhard Stoltenberg tätig und mehrere Jahre Sprecher des Berliner Senators für Bundesangelegenheiten Rupert Scholz. 1987 wechselte er in den Informations- und Pressestab des Bundesministeriums für Verteidigung. Seit 1995 arbeitet Koop als freiberuflicher Journalist und Publizist in Berlin. Er war Mitglied des Deutschen Journalisten-Verbandes Berlin, der Bundespressekonferenz und Autor von über 30 Sachbüchern, überwiegend zu Themen der deutschen und europäischen Nachkriegsgeschichte.
In seinen späteren Lebensjahren widmete er sich verstärkt der populärwissenschaftlichen Aufarbeitung des Nationalsozialismus und erwarb sich einen über Deutschland hinausgehenden Ruf. Er gehörte u. a. dem Förderverein der Gedenkstätte und des Museums Sachsenhausen an.
Zu den genannten Themen führte er Vortrags- und Diskussionsveranstaltungen, unter anderem für politische Stiftungen (Hanns-Seidel-Stiftung, Konrad-Adenauer-Stiftung), Volkshochschulen, Schulen und Bibliotheken durch. Koop hielt Vorträge unter anderem an der Universität Freiburg und in Paris sowie wiederholt in der Berliner Urania. Fernsehanstalten wie z. B. das ZDF oder der MDR nahmen ihn in Anspruch. Ebenso unterstützte er internationale Forscher und Universitäten in ihren wissenschaftlichen Untersuchungen.
Für seine Arbeiten über den Volksaufstand in Berlin und in der DDR vom 17. Juni 1953 wurde er in Rom mit dem italienisch-deutschen Kulturpreis 2003 „Capo Circeo“ ausgezeichnet.

## Schriften (Auswahl)
- Ausgegrenzt. Der Fall der DDR-Grenztruppen. Brandenburgisches Verlagshaus, Berlin 1993, ISBN 3-89488-064-3.
- mit Dietmar Schössler: Erbe NVA. Eindrücke aus ihrer Geschichte und den Tagen der Wende. Akademie der Bundeswehr für Information und Kommunikation, Waldbröl 1993.
- Abgewickelt? Auf den Spuren der Nationalen Volksarmee. Bouvier, Bonn 1995, ISBN 3-416-02567-9.
- Der Spree-Bogen. Carl Bolle und sein Vermächtnis. Brandenburgisches Verlagshaus, Berlin 1995, ISBN 3-89488-088-0; aktualisierte und erweiterte Neuauflage: be.bra, Berlin 2011, ISBN 978-3-8148-0184-1.
- Den Gegner vernichten: Die Grenzsicherung der DDR. Bouvier, Bonn 1996, ISBN 3-416-02633-0.
- Zwischen Recht und Willkür. Die Rote Armee in Deutschland. Bouvier, Bonn 1996, ISBN 3-416-02626-8.
- Zehn Jahre mit dem „gelben Streifen“. Karl-Heinz Rutsch: Vom Offizier der NVA zum Deserteur. edition q, Berlin 1996, ISBN 3-86124-318-0.
- Deckname Vergeltung. Die Stasi und der Tod der Brüder Baer. Bouvier, Bonn 1997, ISBN 3-416-02708-6.
- Armee oder Freizeitclub? Die Kampfgruppen der Arbeiterklasse der DDR. Bouvier, Bonn 1997, ISBN 3-416-02670-5
- Tagebuch der Berliner Blockade. Von Schwarzmarkt und Rollkommandos, Bergbau und Bienenzucht. Bouvier, Bonn 1998, ISBN 3-416-02808-2.
- Kein Kampf um Berlin? Deutsche Politik zur Zeit der Berlin-Blockade 1948/1949. Bouvier, Bonn 1998, ISBN 3-416-02754-X.
- Der 17. Juni 1953. Legende und Wirklichkeit. Siedler, Berlin 2003, ISBN 3-88680-748-7.
- Der Aufstand vom 17. Juni 1953. Landeszentrale für politische Bildung, Berlin 2003.
- Das Recht der Sieger. Absurde alliierte Befehle im Nachkriegsdeutschland. be.bra, Berlin 2004, ISBN 3-89809-049-3.
- Ich habe keine Hoffnung mehr. Soldatenbriefe aus Russland 1942–1943. edition q, Berlin 2004, ISBN 3-86124-580-9.
- Besetzt. Französische Besatzungspolitik in Deutschland. be.bra, Berlin 2005, ISBN 3-89809-064-7.
- Das schmutzige Vermögen. Das Dritte Reich, die IG Farben und die Schweiz. Siedler, München 2005, ISBN 3-88680-811-4 (auch in japanischer Lizenzausgabe erschienen).
- Besetzt. Amerikanische Besatzungspolitik in Deutschland. be.bra, Berlin 2006, ISBN 3-89809-069-8.
- Dem Führer ein Kind schenken. Die SS-Organisation Lebensborn. Böhlau, Köln/Weimar/Wien 2007, ISBN 978-3-412-21606-1.
- Besetzt. Britische Besatzungspolitik in Deutschland. be.bra, Berlin 2007, ISBN 978-3-89809-076-6.
- Himmlers letztes Aufgebot. Die NS-Organisation Werwolf. Böhlau, Köln/Weimar/Wien 2008, ISBN 978-3-412-20191-3.
- Besetzt. Sowjetische Besatzungspolitik in Deutschland. be.bra, Berlin 2008, ISBN 978-3-89809-082-7 (auch als Sonderausgabe der Landeszentralen für politische Bildung Sachsen, Berlin).
- Wissen was stimmt. Nationalsozialismus. Herder, Freiburg/Basel/Wien 2009, ISBN 978-3-451-06132-5 (auch in tschechischer Lizenzausgabe erschienen).
- Hitlers Fünfte Kolonne. Die Auslandsorganisation der NSDAP. be.bra, Berlin 2009, ISBN 978-3-89809-085-8.
- In Hitlers Hand. Sonder- und Ehrenhäftlinge der SS. Böhlau, Köln/Weimar/Wien 2010, ISBN 978-3-412-20580-5.
- Himmlers Germanenwahn. Die SS-Organisation Ahnenerbe und ihre Verbrechen. be.bra, Berlin 2012, ISBN 978-3-89809-097-1.
- Martin Bormann. Hitlers Vollstrecker. Böhlau, Köln/Weimar/Wien 2012, ISBN 978-3-412-20942-1.
- Hitlers Muslime. Die Geschichte einer unheiligen Allianz. be.bra, Berlin 2012, ISBN 978-3-89809-096-4.
- Gedichte für Hitler. Zeugnisse von Wahn und Verblendung im „Dritten Reich“. be.bra, Berlin 2013, ISBN 978-3-89809-104-6.
- Wer Jude ist, bestimme ich. „Ehrenarier“ im Nationalsozialismus. Böhlau, Köln/Weimar/Wien 2014, ISBN 978-3-412-22216-1.
- Rudolf Höß. Der Kommandant von Auschwitz. Böhlau, Köln/Weimar/Wien 2014, ISBN 978-3-412-22353-3.
- Georg Elser: Der verkannte Held, 2014
- Warum Hitler King Kong liebte, aber den Deutschen Micky Maus verbot. Die geheimen Lieblingsfilme der Nazi-Elite. be.bra verlag, Berlin 2015, ISBN 978-3-89809-125-1.